# Décret Crémieux

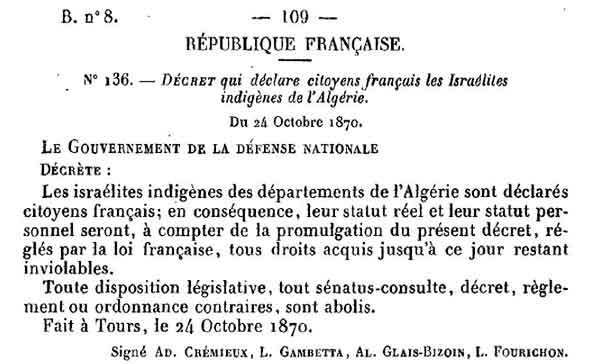
Dekret 136

Das Décret Crémieux war ein Gesetz von 1870–1871, das Juden im 1848 von Frankreich annektierten Teil Algeriens die französische Staatsbürgerschaft verlieh. Bis in die 1900er Jahre wurden sie amtlich als „Français juifs naturalisés par le décret Crémieux“ bezeichnet. 1889 haben die französischen Behörden mit den „Gesetzen für automatische Einbürgerung“ in großem Umfang auch die in Algerien lebenden Spanier (144.530 im Jahr 1886) und die weniger zahlreichen Italiener eingebürgert. 
Über die Zahl der eingebürgerten Juden machen Historiker unterschiedliche Angaben (25.000/34.000/40.000). Allerdings wurden 1870–1871 nicht sämtliche Juden im Gebiet des heutigen Staats Algerien Franzosen. Kabylische Juden im Gebirge, sowie Juden, die in kleinen Gemeinschaften in den ab den Jahren 1901 bis 1903 von Frankreich militärisch eroberten Gebieten in der Sahara und der Sahelzone lebten, blieben von der Entscheidung unberührt.

## Das Décret Crémieux in Algerien

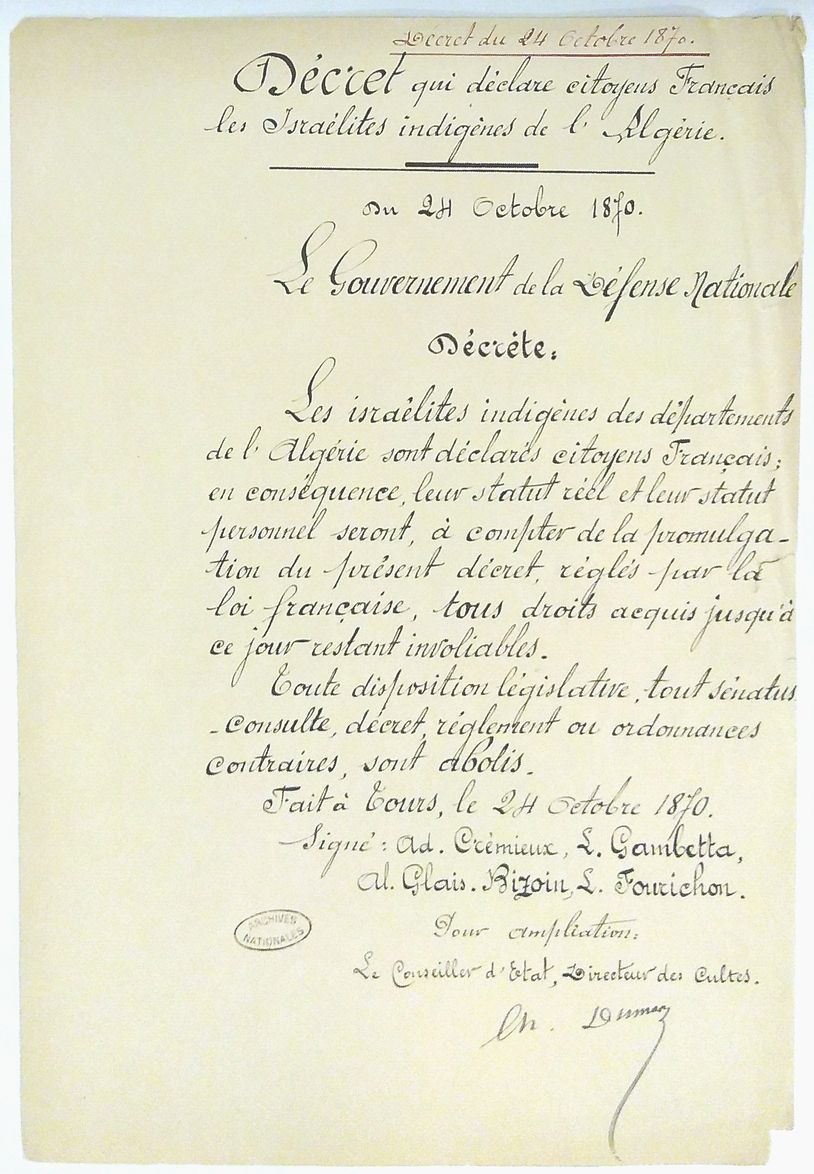
Décret Crémieux, Dokument in den Archives nationales

Das Interesse der algerischen Juden an der französischen Staatsbürgerschaft war unter Napoleon III. in den Jahren 1865 bis 1870 gering. So gab es im Département Constantine unter den etwa 8000 jüdischen Einwohnern nur rund 40 Einbürgerungsanträge, in Algier und Umgebung waren es etwa 50, auf eine jüdische Bevölkerung von rund 11.000, und nur 203 Anträge zählten die Behörden für die Provinz Oran. Viele Juden fühlten, dass ihr Status durch das historische Edikt Pakt des Umar aus dem Jahr 717 bereits ausreichend verbessert worden war. Das Décret Crémieux führte darauf zu einer starken Verunsicherung im Verhältnis der Juden mit der muslimischen Mehrheitsbevölkerung und zwang die jüdischen Gemeinden zu einem Verzicht auf kulturelle und religiöse Traditionen. So gelang es etwa in Constantine ärmeren Juden nur mit Schwierigkeiten, sich neu zurechtzufinden. Auf rechtlicher Ebene bedeutete das zum Beispiel, dass die Ehescheidung, die nach jüdischem Recht möglich und erlaubt ist, nach französischem Recht bis 1884 verboten war.
Dem Décret Crémieux waren fast 30-jährige Bemühungen, hauptsächlich des Consistoire central israélite, der zentralen Vertretung der Juden Frankreichs, vorausgegangen, die algerischen Glaubensbrüder von der Notwendigkeit „sich zu regenerieren“ und sich zu „emanzipieren“ zu überzeugen. Den algerischen Juden wollte das Consistoire central so zu einem Ausweg aus „Aberglauben“, „Obskurantismus“ und „Formalismus“ verhelfen. Das Consistoire, vertreten durch Michel Weill, war mit diesem Ziel seit 1845 zunächst in den großen algerischen Küstenstädten tätig geworden. 
Das Dekret 136 von 1870 wurde somit gegen den Willen einer Mehrheit der algerischen Juden durch Adolphe Crémieux als Justizminister, Léon Gambetta als Innenminister, Alexandre Glais-Bizoin (Abgeordneter) und Martin Fourichon als Marine- und Kolonialminister am 24. September 1870 unterzeichnet. Crémieux war auch Vorsitzender der Alliance Israélite Universelle. Die Minister gehörten der Militärregierung in Tours an, dem Gouvernement de la Défense nationale, da sich Frankreich noch im Deutsch-Französischen Krieg befand und die vorläufige Regierung ihren Sitz in Tours hatte. Mehrere Unterstützer des seit rund zehn Jahren debattierten Anliegens waren davon ausgegangen, dass in einem nächsten Schritt algerische Muslime eingebürgert werden würden. Individuelle Einbürgerungen für Muslime auf Antrag hatte ein Senatus consultum unter Mitwirkung vom Ismaÿl Urbain am 14. Juli 1865 nahegelegt. Im laizistischen Staat bedeutete dies für Juden wie für Muslime eine Lossagung von ihrem Status als Gläubige. Adolphe Thiers versuchte auf Druck französischer Siedler im Juli 1871 das Dekret zu kippen und unterlag in der Abstimmung im Oktober 1871. Die Zahl der bis zum Zeitpunkt des Décret Crémieux über das französische Bürgerrecht verfügenden Juden belief sich Pierre Vidal-Naquet zufolge auf rund 90.000 Personen. 
Im Dekret 137 wurde das Einbürgerungsregime in der französischen Kolonie Algerien dekretiert. Mit dem Dekret 137 wurde so bestimmt, dass die 3 Millionen Muslime in der französischen Kolonie Algerien keine französischen Staatsbürger werden würden. Das Senatus consultum bestand fort. Die bürokratischen Hürden erlaubten aber nur die Einbürgerung von 2396 Muslimen zwischen 1865 und 1915, meist von Militärs, Beamten und katholischen Konvertiten. Jean Jaurès hatte 1895 in einem Beitrag für die Zeitung La Dépêche de Toulouse die Forderung erneut eingebracht. Diese Entscheidung Frankreichs wurde von vielen ebenfalls zunehmend in einem französischen Sinn gebildeten Muslimen als Herabsetzung und Ursache von Verbitterung verstanden. Frankreich strebte die Aufrechterhaltung des status quo, also der Herrschaft über seine nordafrikanischen Kolonien an. Dies war 1875 im Rahmen des Code de l’indigénat herausgearbeitet worden.  
Die Dekrete 136 und 137 wurden im Amtsblatt der Stadt Tours (dem Bulletin officielle de la ville de Tours) am 7. November 1870 veröffentlicht. Aus den Reihen des Staatsapparats äußerte sich der in Algerien stationierte Präfekt Charles du Bouzet 1871 in einer Petition an die Abgeordnetenkammer kritisch zum Dekret. Offen antisemitisch gab sich Max Régis, der Bürgermeister von Algier, der die judenfeindliche Rhetorik eines Édouard Drumont verbreitete. Drumont hatte als Abgeordneter für Algier im Dezember 1898 in der Abgeordnetenkammer der Dritten Republik die Abschaffung des Décret Crémieux gefordert. Als Régis und Drumont ihre Ämter verloren, nutzten Gabriel Lambert in Oran, Lucien Bellat in Sidi bel Abbès oder Émile Morinaud in Constantine das Thema.  
1938 entfernte Paul Bellat, Bürgermeister von Sidi bel Abbès, 400 Juden aus der Wählerliste, dies mit dem Vorwand, dass ihre Vorfahren nach 1870 aus Marokko zugezogen waren. Die Regierung erließ im Januar 1939 eine entsprechende Anpassung des Décret Crémieux. Ferhat Abbas oder Messali Hadj hatten sich 1939 zugunsten der französischen Staatsbürgerschaft der geschätzt 117.000 Juden ausgesprochen. Sie sahen den Entzug des Bürgerrechts der Juden als „égalité par le bas“, die die Lage der Algerier in keiner Weise verbesserte. Ohne vernehmbaren Widerspruch der Algerien-Europäer wurde das Décret Crémieux unter dem mit den Nazis kollaborierenden Vichy-Regime am 7. Oktober 1940 abgeschafft. Ab dem ersten „Judenstatut“ vom 3. Oktober 1940, das Staatschef Pétain ohne Aufforderung Deutschlands zusätzlich verschärfte, begann im Mutterland die Politik der Diskriminierung, Ausbürgerung, Internierung und Deportation.  
1943 trat in Algerien Vichy-Recht außer Kraft. Nach dem Einmarsch US-amerikanischer Truppen in Algerien wurde die Abschaffung im Frühjahr 1943 ein zweites Mal verkündet. Der von den USA eingesetzte General Henri Giraud begründete die Entscheidung mit der „antirassistischen“ Sorge um die Gleichheit von Juden und Muslimen. Dass die Juden das ihnen von der französischen Republik erneut angetragene Recht auf ihre Staatsbürgerschaft annahmen, wurde ihnen, trotz ihrer Bemühungen um Neutralität, als ein „Verrat“ ausgelegt. Die algerischen Juden konnten durch ihre französische Staatsbürgerschaft erleichterten Zugang zu den Bildungseinrichtungen erlangen, so lag die Einschulungsrate bei jüdischen Algeriern 1944 bei fast 100 %, während sie bei algerischen Muslimen nur 8 % erreichte. Nach dem Ende des Algerischen Unabhängigkeitskriegs hat sich ein Großteil der um 1954 rund 150.000 Juden Algeriens in Frankreich niedergelassen.

## Auswirkungen des Décret Crémieux in weiteren Gebieten des Maghreb

### Tunesien
Juden in Tunesien, die nach der französischen Eroberung der Régence de Tunis 1881 auf eine Neuauflage des Gesetzes gehofft hatten, wurden enttäuscht. In Tunis lebende Europäer hatten 1898 in Ausschreitungen ihre Gegnerschaft zur Anwendung der Décret Crémieux in Tunesien bekundet. Ab 1910 erlaubte Frankreich jedoch Einzeleinbürgerungen, auch um den territorialen Ansprüchen des Königreichs Italien eine größere Anzahl Franzosen im Land entgegenzustellen, da solche Ansprüche von Italien, dass mit 88.000 Italienern fast doppelt so viele Staatsangehörige im Land hatte, in den 1920er und 1930er mehrfach erneuert wurden und 1926 in Annexionsdrohungen gipfelten. Bedingung war, dass die Antragsteller drei Jahre Militärdienst für Frankreich geleistet hatten, oder drei Jahre französische Beamte in Tunesien gewesen waren. Auch wer sich in besonderer Weise für Frankreich eingesetzt hatte, durfte auf eine Einbürgerung hoffen. Zwischen 1911 und dem Beginn des Zweiten Weltkriegs haben offenbar rund 7000 tunesische Juden mit ihren Familien diese Bedingungen erfüllt und wurden eingebürgert, rund ein Viertel der jüdischen Gesamtbevölkerung. Bis 1956, dem Jahr der Unabhängigkeit des Landes, erreichte die Zahl der Eingebürgerten fast 20.000 Personen von damals über 100.000 Juden im Tunesien. 

### Marokko
In Marokko wurde das Anliegen von der französischen Militärverwaltung unter Marschall Hubert Lyautey mehrfach abgelehnt und es wurden kaum Einzeleinbürgerungen für marokkanische Juden gewährt. Der Historiker Élie Barnavi schreibt über sie: „[...] die französische Kolonisierung hatte den Zerfall der traditionellen Strukturen ihrer Gemeinschaft beschleunigt und ihnen – abgesehen von einer kleinen Elite – im Austausch dafür nur einen europäischen Kulturersatz gegeben, der genügte, sie von ihrer Herkunft abzutrennen, aber nicht dazu ausreichte, sie zu assimilieren.“

### Zeitdokumente
- Louis Durieu, préface de Gustave Rouanet: Les Juifs algériens, 1870–1901. Librairie Cerf, Paris 1902.
- Camille Frégier: Les Juifs algériens, leur passé, leur présent, leur avenir juridique, leur naturalisation collective. Michel Lévy frères, Paris 1865.

### Sachbücher
- Michel Abitbol: Les Juifs d’Afrique du Nord sous Vichy. Centre national de la recherche scientifique (CNRS), Collection Biblis, Nr. 34, CNRS Éditions, Paris 2012, ISBN 978-2-2710-7541-3.
- Pierre Birnbaum: Décret Crémieux. In: Dan Diner (Hrsg.): Enzyklopädie jüdischer Geschichte und Kultur (EJGK). Band 2: Co–Ha. Metzler, Stuttgart/Weimar 2012, ISBN 978-3-476-02502-9, S. 77–80.
- André Chouraqui: Histoire des juifs d’Afrique du Nord. Hachette, Paris 1985, ISBN 2-010-11533-3.